# Muvuruga
Muvuruga är ett vattendrag i Burundi.   Det ligger i provinsen Muyinga, i den norra delen av landet, 140 km nordost om huvudstaden Bujumbura.
Omgivningarna runt Muvuruga är en mosaik av jordbruksmark och naturlig växtlighet. Runt Muvuruga är det ganska tätbefolkat, med 160 invånare per kvadratkilometer.